# 동계 패럴림픽

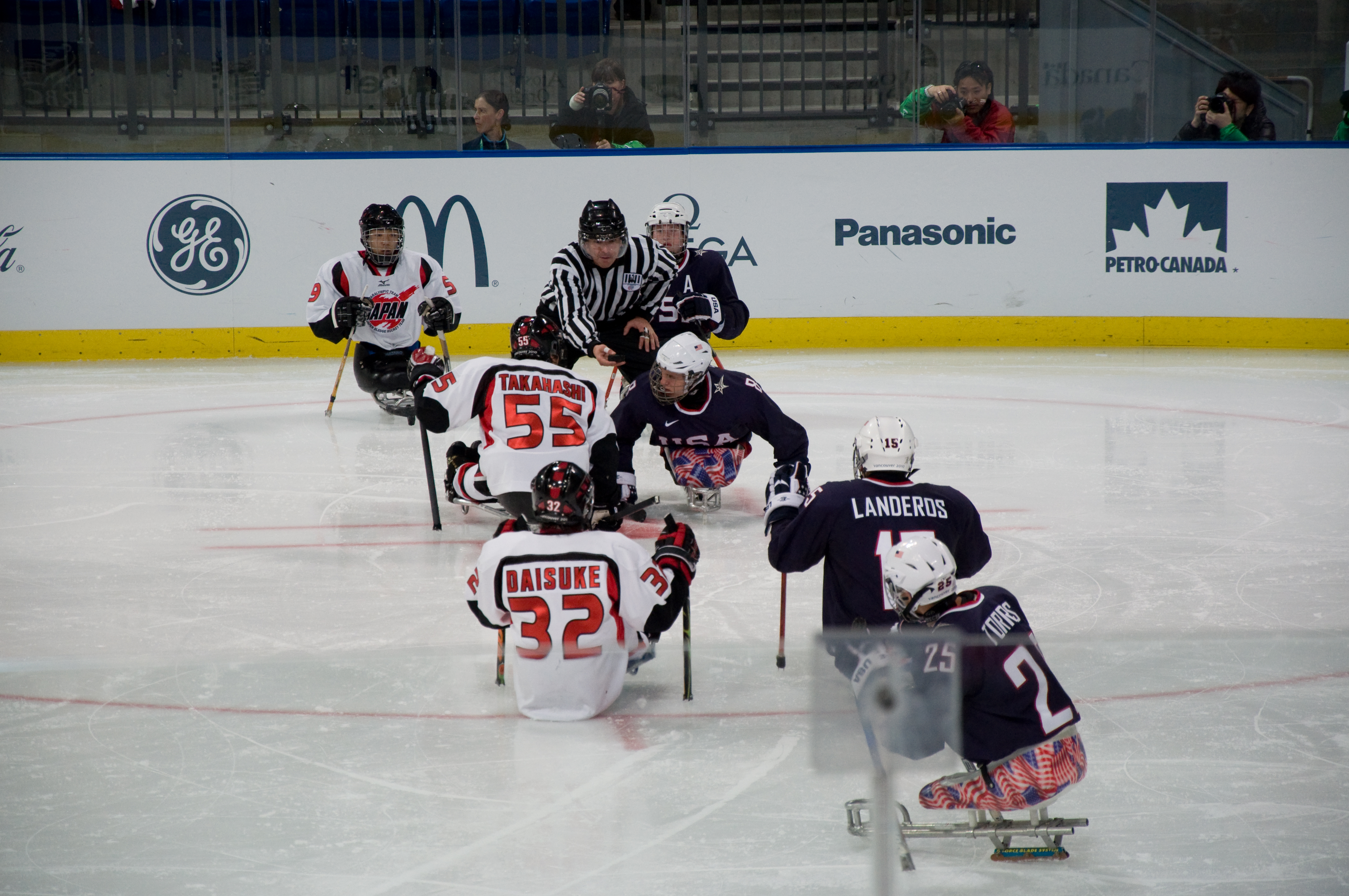

동계 패럴림픽(영어: Winter Paralympic Games)은 겨울철에 개최되는 종합 스포츠 경기 대회이다.

## 경기 종목
- 노르딕 스키
  - 바이애슬론
  - 크로스컨트리 스키
- 아이스 슬레지 하키
- 알파인 스키
- 휠체어 컬링
- 스노보드

## 역대 개최지
|                      | 동계 패럴림픽 | 동계 패럴림픽         | 동계 패럴림픽  |
| -------------------- | ------------- | --------------------- | -------------- |
| 연도                 | 회            | 도시                  | 나라           |
| 1976년 동계 패럴림픽 | 1             | 외른셸드스비크        | 스웨덴         |
| 1980년 동계 패럴림픽 | 2             | 예일로                | 노르웨이       |
| 1984년 동계 패럴림픽 | 3             | 인스브루크            | 오스트리아     |
| 1988년 동계 패럴림픽 | 4             | 인스브루크            | 오스트리아     |
| 1992년 동계 패럴림픽 | 5             | 알베르빌              | 프랑스         |
| 1994년 동계 패럴림픽 | 6             | 릴레함메르            | 노르웨이       |
| 1998년 동계 패럴림픽 | 7             | 나가노                | 일본           |
| 2002년 동계 패럴림픽 | 8             | 솔트레이크시티        | 미국           |
| 2006년 동계 패럴림픽 | 9             | 토리노                | 이탈리아       |
| 2010년 동계 패럴림픽 | 10            | 밴쿠버                | 캐나다         |
| 2014년 동계 패럴림픽 | 11            | 소치                  | 러시아         |
| 2018년 동계 패럴림픽 | 12            | 평창                  | 대한민국       |
| 2022년 동계 패럴림픽 | 13            | 베이징                | 중화인민공화국 |
| 2026년 동계 패럴림픽 | 14            | 밀라노-코르티나담페초 | 이탈리아       |
| 2030년 동계 패럴림픽 | 15            | 알프스                | 프랑스         |
| 2034년 동계 패럴림픽 | 16            | 솔트레이크시티        | 미국           |
| 2038년 동계 패럴림픽 | 17            | TBA                   | TBA            |

## 같이 보기
- 패럴림픽
- 하계 패럴림픽